# Bruno Walliser
Bruno Walliser (Volketswil, 11 aprile 1966) è un politico svizzero dell'Unione Democratica di Centro (UDC). Dal 2015 è membro del Consiglio nazionale per il Canton Zurigo.

## Biografia
Iniziò la sua attività politica nel 1999 come membro del Gran Consiglio del Canton Zurigo, carica che mantenne fino al 2016 divenendo presidente del Gran Consiglio nel periodo 2013-2014. Dal 2002 al 2017 fu anche sindaco di Volketswil.
Presentatosi alle elezioni federali del 2015, venne eletto Consigliere nazionale per il Canton Zurigo con 128 661 voti, l'undicesimo più votato tra gli eletti nel cantone. Si ricandidò anche elezioni federali del 2019 e venne confermato con 110 660 preferenze, l'ottavo candidato più votato. Anche alle elezioni federali del 2023 venne rieletto risultando l'undicesimo più votato con 120 698 preferenze.